# Yoko Higuchi-Zitzmann

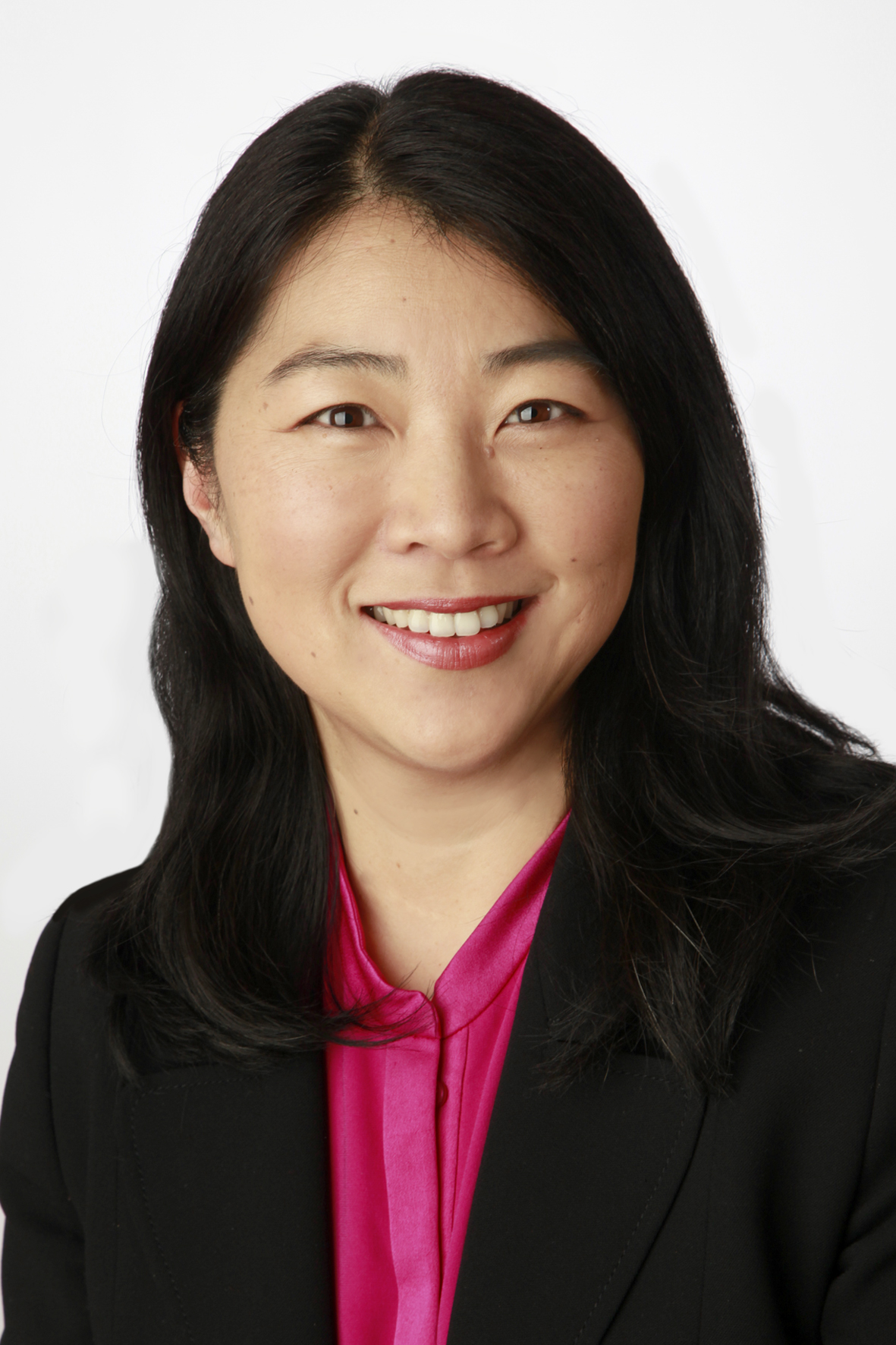
Yoko Higuchi-Zitzmann (2018)

Yoko Higuchi-Zitzmann (japanisch 洋子・樋口＝ツィッツマン, 樋口洋子; * 31. Mai 1971 in Hyōgo, Japan) ist eine deutsch-japanische Filmproduzentin und Managerin.

## Leben
Higuchi-Zitzmann studierte als Stipendiatin der Studienstiftung des deutschen Volkes Rechtswissenschaften in Bonn, Lausanne und an der Ludwig-Maximilians-Universität in München. 1999 begann sie ihre berufliche Laufbahn als Acquisitions Manager bei der Prokino Filmverleih GmbH und unterstützte fünf Jahre die Geschäftsführung bei internationalen Filmeinkäufen. 2004 wechselte sie zur Constantin Film AG und leitete bis 2008 den internationalen Filmeinkauf. Sie leistete dadurch einen entscheidenden Beitrag zur Etablierung von kommerziellen Arthouse-Titeln wie Die Kinder des Monsieur Mathieu, Motorcycle Diaries (deutscher Titel: Die Reisen des jungen Che) und La vie en rose (Regie: Olivier Dahan), der 2008 zwei Oscar-Verleihungen und eine Nominierung sowie einen Golden Globe erhielt.
Als Leiterin des Filmrechtehandels bei der Telepool GmbH verantwortete sie die internationale Expansion des Unternehmens. Ab 2010 baute Higuchi-Zitzmann die Kino-Produktionsabteilung bei der Ziegler Film gemeinsam mit Tanja Ziegler auf und führte zahlreiche Entwicklungsprozesse für Kino-Produktionen ein. Darüber hinaus realisierte sie zusammen mit Produzentin Regina Ziegler den Film Frisch gepresst (2012) im Verleih von Disney und Mein Blind Date mit dem Leben (2017) zusammen mit Produzentin Tanja Ziegler und der ausführenden Produzentin Anja Föringer im Verleih der Studio Canal. Letzterer wurde im deutschsprachigen Raum von über 900.000 Kinozuschauern gesehen und erhielt zwei Bambi-Nominierungen.
Von 2018 bis 2022 war Yoko Higuchi-Zitzmann als Produzentin und Executive Producer bei der Letterbox Filmproduktion GmbH tätig, die zur Studio Hamburg Produktionsgruppe gehört. Sie produzierte die aufsehen erregende RTL + Eventserie "Herzogpark", was mit einer Nominierung für den Blauen Panther geehrt wurde für die weibliche Hauptrolle für Lisa Maria Potthoff. Anschließend war sie Co-Geschäftsführerin von Pantaleon Films GmbH, der Produktionsfirma die von Matthias Schweighöfer gegründet wurde. Bis 2024 führt Yoko Higuchi-Zitzmann als CEO die Internationale Vertriebs- und Produktionsfirma Telepool, die von Hollywood Star Will Smiths Westbrook Inc im Jahr 2021 vollständig übernommen wurde.
In ihrer Laufbahn als Produzentin und Managerin wurde Yoko Higuchi-Zitzmann mit zahlreichen Preisen und Auszeichnungen geehrt: 2020 als "Germany´s Most Inspiring Women" von Female One Zero, 2023 wurde sie in die Jury vom renommierten BUNTE New Faces Award Film von Burda Verlag berufen, im gleichen Jahr zeichnete sie als Jury-Mitglied von International Emmy Awards, internationale Serien aus.
Von The Hollywood Reporter wurde sie 2023 als "Most influential Women in International Film" und als "Most powerful Women in international Television" geehrt.
Im Jahr 2024 folgte die besondere Auszeichnung "Women of the Year 2024" durch Beyond Gender Agenda, dem größten Diversity Netzwerk der Deutschen Wirtschaft für Yoko Higuchi-Zitzmann für ihren jahrelangen Einsatz für mehr Vielfalt und Diversität in der Deutschen und Internationalen Medienlandschaft. Im gleichen Jahr wurde sie zum zweiten Mal in Folge von The Hollywood Reporter als "The 40 Most Powerful Women in International Film" ausgezeichnet.

## Filmografie (Auswahl)
- 2012: Frisch gepresst
- 2016: Mein Blind Date mit dem Leben
- 2022: Herzogpark